# Mesosa bifasciata
Mesosa bifasciata là một loài bọ cánh cứng trong họ Cerambycidae.